# Gyöngyösmellék
Gyöngyösmellék là một thị trấn thuộc hạt Baranya, Hungary. Thị trấn này có diện tích 10,02 km², dân số năm 2010 là 289 người, mật độ 29 người/km².